# Johannes Posthius

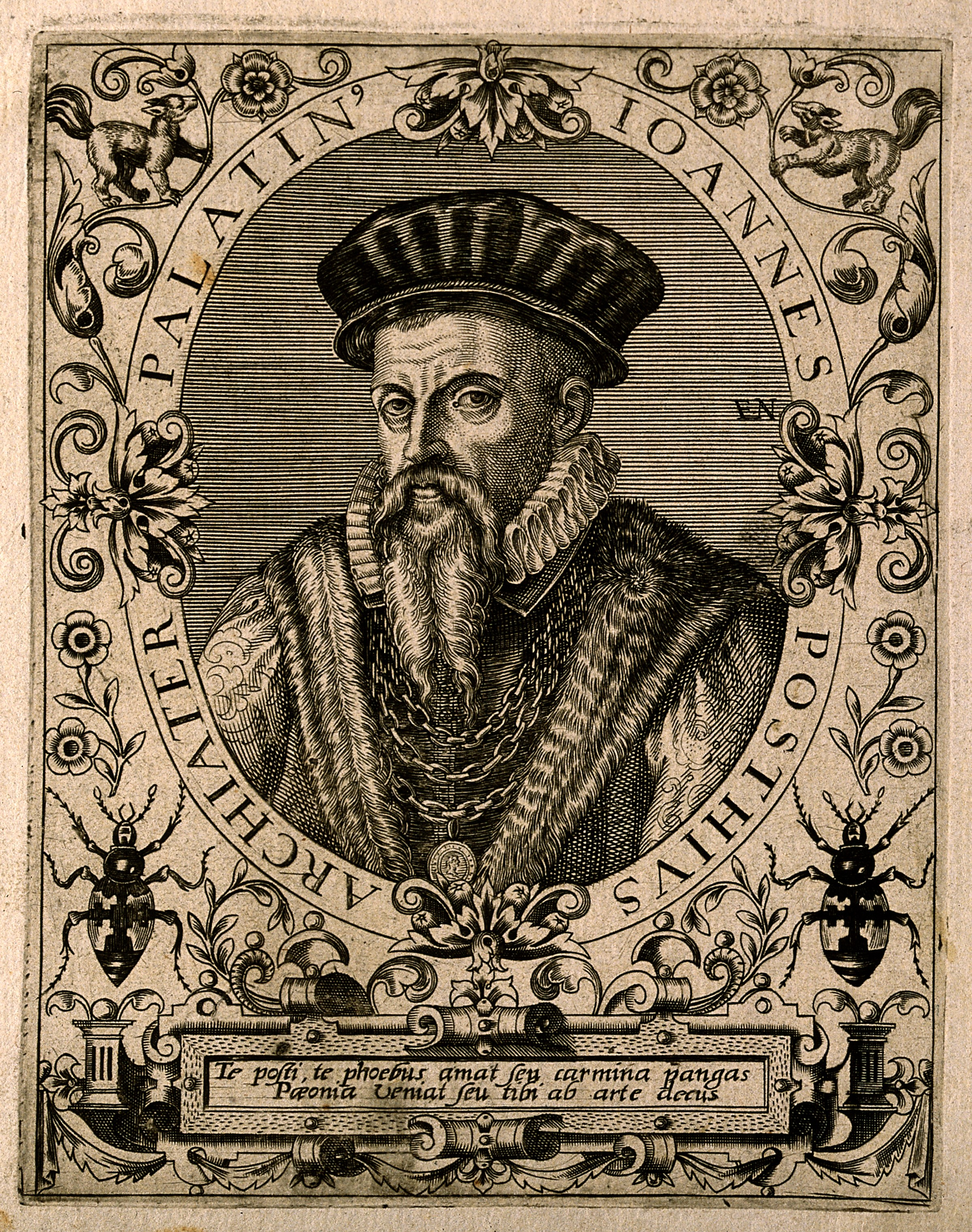
Johannes Posthius

Johannes Posth, latinisiert Johannes Posthius oder Johann(es) Postius (* 15. Oktober 1537 in Germersheim; † 24. Juni 1597 in Mosbach), war ein deutscher neulateinischer Dichter sowie Arzt und fürstbischöflicher Leibarzt in Würzburg.

## Leben
Posthius’ Mutter verstarb bereits am Tage seiner Geburt, drei Jahre später verlor er auch seinen Vater. Am 1. Mai 1554 begann er in Heidelberg mit dem Studium der Philosophie; unter anderem hatte er seinen Freund Petrus Lotichius Secundus und Georg Marius als Lehrer. 1556 wurde er Baccalaureus und 1558 erlangte er den Magistertitel in Philosophie. Dann wechselte er an die Medizinische Fakultät und studierte Medizin, unter anderem bei Thomas Erast. Zwei Jahre später berief ihn Kurfürst Friedrich III. von der Pfalz ans Heidelberger Paedagogium, wo er bis 1562 als Lehrer wirkte. Zwischen 1563 und 1568 unternahm er diverse wissenschaftliche Reisen – insbesondere bis 1565 nach Italien (wo er unter anderem in Padua, Venedig, Bologna, Florenz, Siena und Rom weilte) – auf deren Höhepunkt er nach einem von 1565 bis 1566 angeschlossenen Medizinstudium in Montpellier 1567 und einem Aufenthalt in Paris in Valence zum Doktor der Medizin promoviert wurde.
Zwei Jahre lang wirkte er daraufhin in Bourges und Antwerpen als Arzt und diente als Feldarzt des Herzogs von Alba. Seine nächste Station war ab 1568/1569 Würzburg, wo er dem Collegium medicum angehörte, an der Universität lehrte, als Stadtarzt (ab 1582) und Leibarzt Julius Echters (Fürstbischof vom Hochstift Würzburg) tätig war und heiratete. Er verfasste Fabeln und zahlreiche Gedichte, u. a. über seine Frau Rosina, mit der er zwei Kinder hatte. 1577 wurde er zum poeta laureatus ernannt. 1585 wechselte er an den pfälzischen Hof zu Kurfürst Friedrich IV. zurück und zog erneut nach Heidelberg. 
Nachdem 1596 in Heidelberg die Pest ausgebrochen war, floh Posthius zusammen mit dem Kurfürsten nach Mosbach, wo er schließlich starb. Er wurde auf dem Friedhof der Peterskirche in Heidelberg bestattet. Der Grabstein von Johannes und Rosina Posthius, der sich nachweislich 1912 vor dem nördlichen Choreingang befand, ist wahrscheinlich (mit kaum leserlicher Inschrift) erhalten geblieben. Auf der Außenseite der Kirche war außerdem ein Epitaph des Johannes Posthius angebracht, von dem jedoch nur noch die Inschrift bekannt ist.
Über seine Heimatstadt Germersheim, wo er auch zur Schule ging, sagte Posthius: „Mauern, denen das glückliche Germanien seinen Namen gab.“ Dort wurde die Posthiusstraße nach ihm benannt.